# Evergreen (Alabama)
Evergreen is een plaats (city) in de Amerikaanse staat Alabama, en valt bestuurlijk gezien onder Conecuh County.

## Demografie
Bij de volkstelling in 2000 werd het aantal inwoners vastgesteld op 3630.
In 2006 is het aantal inwoners door het United States Census Bureau geschat op 3477, een daling van 153 (-4,2%).

## Geografie
Volgens het United States Census Bureau beslaat de plaats een oppervlakte van
39,6 km², waarvan 39,4 km² land en 0,2 km² water. Evergreen ligt op ongeveer 111 m boven zeeniveau.

## Plaatsen in de nabije omgeving
De onderstaande figuur toont de plaatsen in een straal van 40 km rond Evergreen.